# MyPaint
MyPaint est un logiciel libre de peinture numérique, utilisant les bibliothèques GTK+ et Cairo.
Son utilisation par David Revoy (Deevad), l'artiste concepteur des films libres en images de synthèse de la Fondation Blender, Sintel et Tears of Steel a aidé à le rendre plus connu. Il est mentionné dans les logiciels d'intérêt pédagogique, et jugé comme convenant parfaitement aux élèves de l’école primaire.
Sa bibliothèque de brosse (libmypaint) séparée de l'application à partir de la 1.3.0, sortie le 2 décembre 2016 a été intégrée à la version 2.9 de GIMP, ainsi qu'aux logiciels d'animation OpenToonz, TupiTube et Enve, et est prévu Krita et pour Pencil2D (en cours d'intégration en septembre 2020), etc.

## Fonctionnalités
Les caractéristiques de MyPaint sont :
- brosses paramétriques (des dizaines de paramètres) simulant des effets plus ou moins réalistes ou créatifs ;
- gestion avancée de la pression et inclinaison du stylet ;
- gestion des calques ;
- toile de taille illimitée (s'agrandit au fur et à mesure que l'on y dessine), mais il est possible de préciser un cadre, qui sert notamment pour le recentrage de la vue par défaut et pour l'export ;
- possibilité de faire tourner la toile (en plus de la zoomer et déplacer) comme on le ferait avec une feuille de papier ;
- import/export aux formats OpenRaster, PNG et JPEG ;
- utilisation d'un fond prédéfini (pavage de bitmap ou couleur au choix) ;
- historique des dernières couleurs utilisées ; des dernières brosses utilisées ;
- peu gourmand en ressources :
- gestion avancée des calques (différents modes de combinaison et d'opacité), calque vectoriel, possibilité d'éditer un calque avec une application externe ;
- tracé de droites concentriques pour la mise en place de guide de perspectives ;
- gestionnaire de palette de couleur (compatible avec le format de palette GIMP GPL).

Parmi les brosses, on trouve des crayons H à HB, des couteaux, des pinceaux, feutres ou bille à encre, des fusains ou pierre noire, des effets d'herbe ou de feuilles et des mélangeurs de couleur.

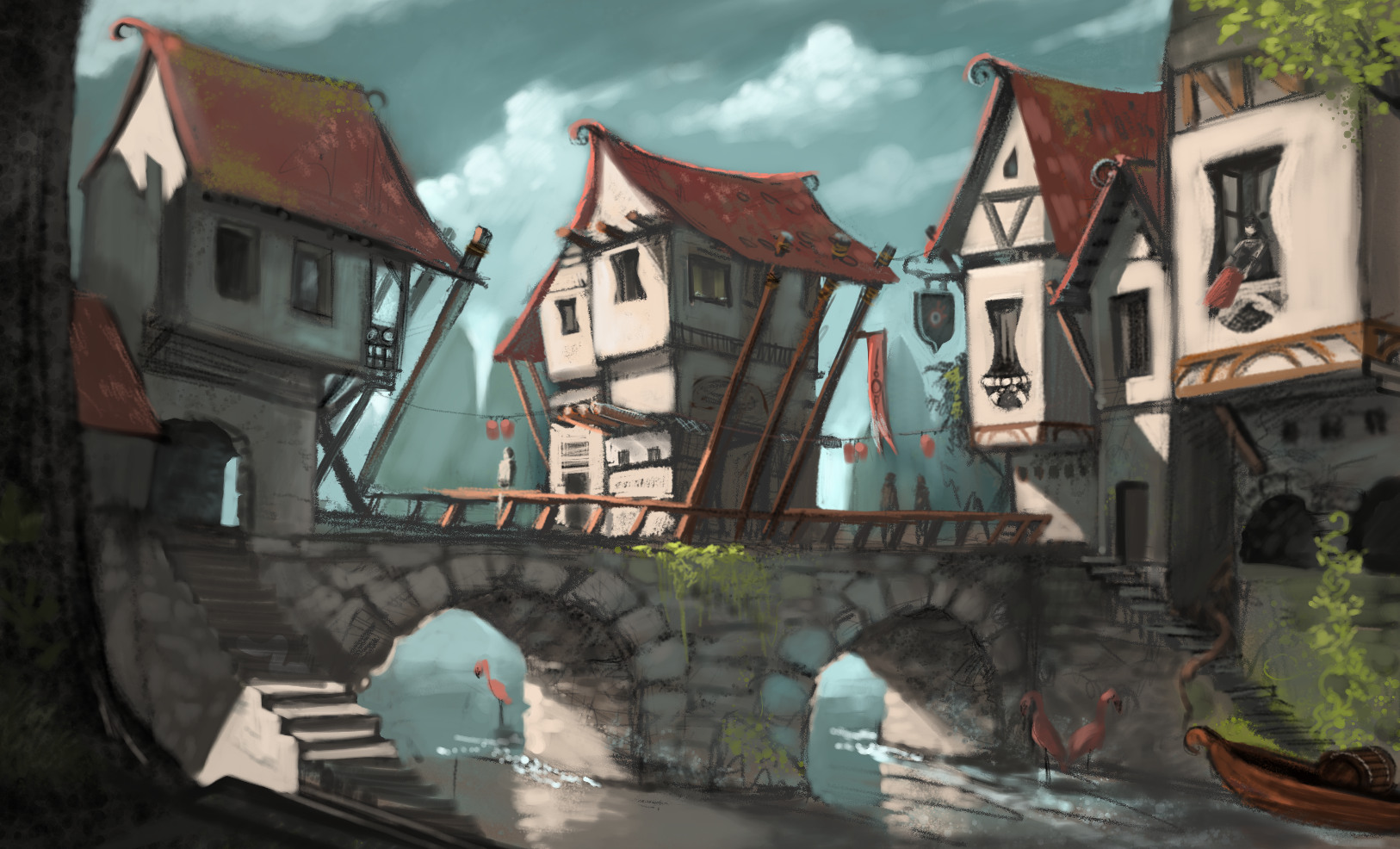
Concept art de David Revoy pour Sintel réalisé sous MyPaint 0.7 et Gimp-painter 2.6.

Les versions de développement contiennent :
- Calque peinture/pigment spectral et mode brosse ;
- mélangeage linéaire pour les calques non-pigmentaire et les modes brosse ;
- « Vues » sur les calques ;
- Le passage en mode plein écran permet de cacher automatiquement la barre d'outils.

## Historique
Le projet a commencé avant le 11 août 2004 (date d'insertion de la révision 87 dans le dépôt SVN de Gna).
- La version 0.1 est sortie le 12 mars 2005.
- La version 0.5 est sortie le 9 juillet 2007.
- La version 0.6 est sortie le 26 janvier 2009.
- La version 0.8 est sortie le 29 janvier 2010.
- La version 0.9 est sortie le 2 novembre 2010.
- La version 1.0 est sortie le 22 novembre 2011.
- La version 1.4 est sortie le 1er septembre 2019.
- La version 2.0 est sortie le 16 février 2020.
- La version 2.0.1 est sortie le 29 mai 2020.